# Andrés García (Schauspieler)

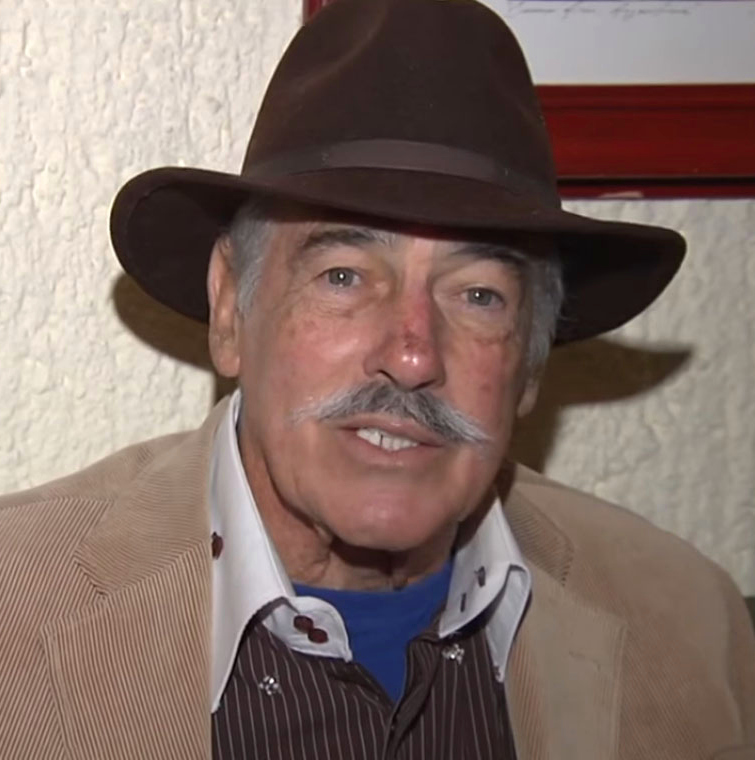
Andrés García, 2018

Andrés García (* 25. Mai 1941 in Santo Domingo, Dominikanische Republik; † 4. April 2023 in Acapulco) war ein dominikanischer Filmschauspieler.
Sein Vater war der berühmte spanische Kampfflieger Andrés García Calle. Er wuchs in Santo Domingo auf und zog später nach Mexiko. Ende der 1960er- und Anfang der 1970er-Jahre avancierte er nach textilfreien Auftritten in Fotoromanen zum Sexsymbol. Schnell bekam er Rollen als muskelbepackter Macho in Filmen und TV-Serien.
Er wurde Vater von 16 Kindern und erkrankte 1995 an Prostatakrebs, welchen er überwinden konnte.
Er starb am 4. April 2023 im Alter von 81 Jahren in Acapulco.

## Filmografie (Auswahl)
- 1967: Chanoc
- 1968: Totentanz im Schreckenshaus (House of Evil)
- 1969: Super Colt 38
- 1972: Las gemelas (Serie)
- 1975: Paloma (Serie)
- 1977: Tintorera – Meeresungeheuer greifen an (¡Tintorera!)
- 1978: Manaos – Die Sklaventreiber vom Amazonas (Manaos)
- 1978: Haie am Todesriff (Bermude: la fossa maledetta)
- 1978: Cuchillo – Todeslied der Apachen (Cuchillo)
- 1978: Tornado (Ciclone)
- 1978: SOS Bermuda-Dreieck (Il triangolo delle Bermude)
- 1979: Die Qual der Geiseln (Carlos el terrorista)
- 1979: Unheimliche Begegnung in der Tiefe (Encuentro en el abismo, auch Incontri con gli umanoidi)
- 1979: Der Tag der Mörder (Day of the Assassin)
- 1981: Vier Pastorentöchter (Las mujeres de Jeremias)
- 1984: Pedro Navaja
- 1985: Ruf des Herzens (Tú o nadie) (Serie)
- 1985: Toña machetes
- 1988: Mi nombre es Coraje (Serie)
- 1990: El magnate (Serie)
- 1991: La mujer prohibida (Serie)
- 1995–1996: Con toda el alma (Serie)
- 1998–1999: El privilegio de amar (Serie)
- 1999–2000: Mujeres engañadas (Serie)
- 2005–2006: El Cuerpo del Deseo (Serie)
- 2007–2008: El Pantera (Serie)